# Kunětická hora
Kunětická hora är en kulle i Tjeckien.   Den ligger i regionen Pardubice, i den centrala delen av landet, 100 km öster om huvudstaden Prag. Toppen på Kunětická hora är 307 meter över havet.
Terrängen runt Kunětická hora är huvudsakligen platt. Kunětická hora är den högsta punkten i trakten. Runt Kunětická hora är det ganska tätbefolkat, med 172 invånare per kvadratkilometer. Närmaste större samhälle är Hradec Králové, 14,3 km norr om Kunětická hora. Trakten runt Kunětická hora består till största delen av jordbruksmark.